# Benafer (ort)
Benafer är en ort i Spanien.   Den ligger i provinsen Província de Castelló och regionen Valencia, i den östra delen av landet, 270 km öster om huvudstaden Madrid. Benafer ligger 557 meter över havet och antalet invånare är 145.
Terrängen runt Benafer är huvudsakligen kuperad, men åt sydost är den platt. Runt Benafer är det ganska glesbefolkat, med 23 invånare per kvadratkilometer. Närmaste större samhälle är Segorbe, 11,7 km sydost om Benafer. 